# Paul Héroult
Paul Louis Toussaint Héroult (10. dubna 1863, Thury-Harcourt – 9. května 1914, Antibes) byl francouzský chemik.
Studoval na École nationale supérieure des mines de Paris u Henryho Le Chateliera, závěrečné zkoušky však nesložil a šel pracovat do rodinné koželužny. Již v patnácti letech ovlivnila jeho životní směřování četba pojednání o hliníku, které napsal Henri Sainte-Claire Deville. Na jeho základě v roce 1886 objevil postup elektrolýzy taveniny, který umožnil levnou výrobu hliníku. Téhož roku přišel na stejný nápad Američan Charles Martin Hall, což vedlo ke sporu o prvenství. Svůj objev pak uvedl Héroult do praxe jako technický ředitel firmy Oerlikon Contraves ve švýcarském městě Neuhausen am Rheinfall.
Héroult si také nechal patentovat výrobu niklu z garnieritu. Přišel na způsob svařování hliníku. Projektoval samonosné potrubí vedoucí vodu z Modane de Saint-Michel-de-Maurienne. Sestrojil první funkční obloukovou pec, jejíž princip předtím vynalezl James Burgess Readman. V letech 1905 až 1912 žil v zámoří, kde pracoval pro U.S. Steel. Zemřel ve věku 51 let na palubě své jachty Samva na břišní tyfus.
Byl mu udělen Řád čestné legie a čestný doktorát techniky v Cáchách. V rodném městě Thury-Harcourt byl odhalen jeho pomník. Životopis Paula Héroulta se stal 19. května 2001 prvním článkem francouzské Wikipedie.